# Rainforest Shmainforest
«Rainforest Shmainforest» (en Hispanoamérica «Mariposeando con los niños» y en España «Selva puta selva») es el episodio 32 de la serie animada de Comedy Central South Park. El episodio tiene a Jennifer Aniston como estrella invitada haciendo la voz de la señorita Stevens.
Este episodio fue inspirado por una personal aversión intensa de Trey Parker hacia las selvas tropicales que se originó después de una visita a Costa Rica. Parker explica en el comentario del DVD que, a sugerencia de Flea, miembro de los Red Hot Chili Peppers, Parker y su novia fueron a Costa Rica y odiaron la zona, y que todo lo que Cartman dice acerca de los bosques tropicales durante el episodio es lo que él (Parker) personalmente siente.

## Argumento

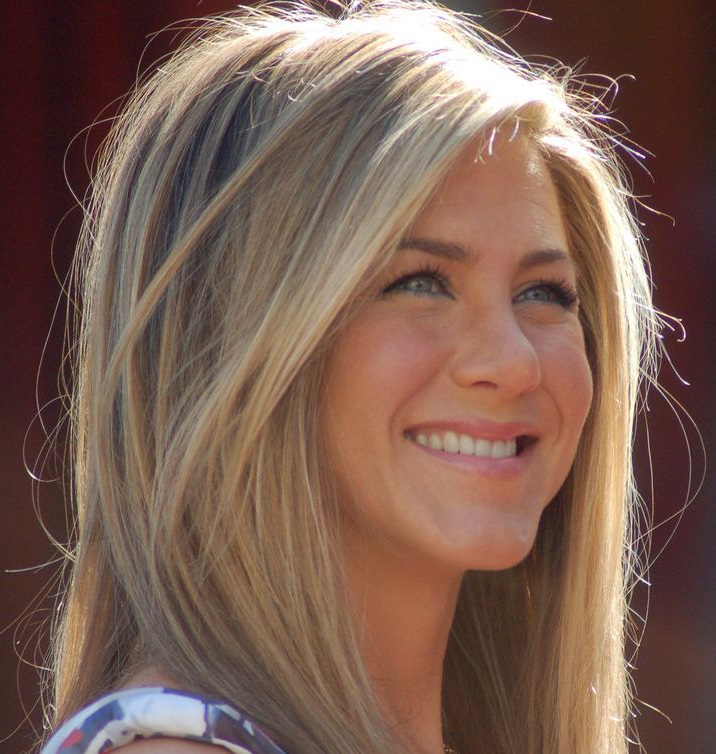
Jennifer Aniston es la estrella invitada personificando a la señorita Stevens.

La señorita Stevens posee un grupo que hace tours a través de la selva tropical para niños y visita la escuela primaria de South Park para invitar a más niños a unirse a su tour de coro ecologista y su causa. No obstante, los chicos causan problemas al insultar y menospreciar a Stevens por lo que el Sr. Mackey los castiga y los obliga a unirse al grupo. Kenny es el único contento en el grupo, ya que se ha enamorado de una niña llamada Kelly.
El grupo con varios clichés de ecologistas llega a San José, Costa Rica, donde Cartman al escuchar los planes de la señorita Stevens de cambiar las condiciones de vida del Tercer Mundo, comienza a causar problemas atacando a los costarricenses y a las prostitutas del mismo país gritándoles que «apestan a trasero». A su vez la señorita Stevens prepara una coreografía para que los niños conozcan al presidente de Costa Rica, pero Kyle carece de coordinación, Cartman lo molesta diciendo que como judío no tiene ritmo ni en la música ni en el baile y Kyle lo refuta por darle un estereotipo aunque temiendo por Stan quien le confirma si es verdad lo que Cartman le había dicho.
Posteriormente los niños hacen un tour en medio de la selva y Cartman golpea a los animales que viven en el hábitat natural, lo que provoca la ira de la señorita Stevens. Después, el guía turístico es devorado por una serpiente, dejando a la señorita Stevens y al grupo completamente solos, aunque Cartman golpeando con una piedra a la serpiente no logra que esta vomite al guía. Esa misma noche tratan de refugiarse de la tormenta selvática, con Stan viendo a Tony Dawson. El grupo al rato se encuentra con guerrilleros rebeldes y les piden ayuda para volver a San José, pero el líder del grupo guerrillero los insulta y los critica, la llegada del ejército Costa Rica obliga a los chicos a huir. Estando varias horas perdido el grupo, Cartman desairado abandona el grupo «hippie» y al rato se encuentra con un grupo de amables constructores que derribaban árboles pidiéndoles comida y avisándoles de habérsele extraviado a su grupo. Kelly y Kenny aceptan sus sentimientos el uno al otro pero este último no está dispuesto a aceptar una relación de noviazgo a distancia, ya que este volvería luego a Estados Unidos además de que Kelly llama erróneamente a Kenny Benny o Lenny.
Mientras tanto en San José, el presidente espera el acto y para matar el tiempo hace bromas sobre el pueblo polaco. Por otro lado los chicos y la señorita Stevens son capturados por una tribu costarricense llamados Yamagapa los cuales ofrecen a la señorita Stevens, vestida como porrista de la Universidad de Stanford para ser ofrecida a un gigante aborigen. La señorita Stevens a consecuencia de esto grita maldiciones a todo lo correlacionado con la selva luego de ver que no es interesante después de todo. Posteriormente los constructores acompañados de Cartman destruyen el poblado indígena y salvan a los chicos y a la señorita. En ese mismo momento Kelly y Kenny deciden aceptar crear una relación a distancia pero Kenny muere cuando le cae un rayo, Stan y Kyle dicen sus frases habituales pero Kelly no logra entender cuando Stan dice «mataron» ni cuando Kyle dice «hijos de puta». Para posterior sorpresa de Stan y Kyle, Kelly revive a Kenny.
El grupo logra escapar de la selva y entre todos deciden cambiar la temática de la canción expuesta al presidente; las cuales mostrarían repudio completo a la selva, sin embargo, la audiencia ve el mensaje como un activismo en favor de la naturaleza y el episodio termina con un mensaje sobre los peligros de la selva y como hacer frente a ellos. La relación a larga distancia de Kenny y Kelly dura hasta la muerte de Kenny en el inicio del siguiente episodio «Combustión espontánea».

## Controversia
Este episodio generó polémica en Costa Rica debido a los comentarios de Cartman y a la representación del país como tercermundista, maloliente y lleno de pobreza. El ministro costarricense de turismo afirmó que el programa está diseñado para «gente de baja educación y malas costumbres» y que debería ser apreciado como «la basura que es un programa de esa naturaleza».